# Arte Público Press
Arte Público Press ist das größte US-amerikanische Verlagshaus, das sich auf zeitgenössische und wiederentdeckte Literatur spezialisiert hat, die von US-amerikanischen Autoren verfasst wurde, die zu den Hispanics zählen. Der Sitz des Verlagshauses ist in Houston, Texas. Der Verlag gehört zur University of Houston. Jährlich gibt der Verlag etwa 30 Titel heraus.
Arte Público Press wurde 1979 von Nicolás Kanellos gegründet, der nach wie vor der Verlagsleiter ist. Bereits ein Jahr später wurde der Verlag von der University of Houston übernommen, der Sitz des Verlages befindet sich auf dem Gelände, das zu dieser Universität gehört. 1992 startete Arte Público das Projekt „Recovering the U.S. Hispanic Literary Heritage“ (Wiederentdeckung des hispanisch-amerikanischen Literaturerbes). Ziel dieses Projektes ist es, Literatur von Hispanics wiederzufinden, wissenschaftlich zu würdigen und zu veröffentlichen, die seit der europäischen Besiedlung Nordamerikas bis 1960 entstand. So publizierte der Verlag beispielsweise die Briefe von María Ruiz de Burton. Die 1895 verstorbene Ruiz de Burton gilt als die erste weibliche Mexikanische Amerikanerin, die in Englisch schrieb. 1994 erweiterte der Verlag sein Programm um „Piñata Books“, das sich speziell an Kinder und Jugendliche wendet. Der Verlag reagiert damit auch auf die sich wandelnde ethnische Zusammensetzung der US-amerikanischen Bevölkerung. 1950 lebten vier Millionen Hispanics in den USA. Von neun Millionen (1970) stieg deren Zahl auf rund 15 Millionen (1980) und bis 2003 auf etwa 45 Millionen (rund 13,4 % der Gesamtbevölkerung der USA).
Werke der folgenden Autoren wurden unter anderem verlegt: Lamberto Alvarez, Victor Villaseñor, Nicholasa Mohr, Luis Valdez, Miguel Piñero, Sandra Cisneros, Julia Alvarez, Helena Maria Viramontes, Sergio Troncoso, Miguel Algarín, Graciela Limón, Gwendolyn Zepeda, Daniel Olivas, Daniel Chacón, Rubén Medina und José Ángel Gutiérrez. Susanne Weingarten hat über den Verlag jedoch auch geschrieben, dass es ein „hispanisches Minderheitenprogramm in einem ehrenwerten Mini-Verlag“ sei.
Die dort veröffentlichten Bücher erreichen nicht das breite US-amerikanische Lesepublikum. Die Tatsache, dass Sandra Cisneros der Chicana-Literatur zugerechneter Roman Das Haus in der Mango Straße nach der Erstveröffentlichung durch Arte Público Press von dem großen Verlag Random House veröffentlicht wurde und damit den Mainstream erreichte, wurde von Literaturkritikern als großer Durchbruch der Chicano-Literatur gefeiert. Sandra Cisneros, für die die Erstveröffentlichung bei Arte Público Press der erste Schritt zum literarischen Ruhm war, sagte in einem Interview im National Public Radio  am 19. September 1991:

„Ich glaube, ich kann nicht glücklich sein, wenn ich die einzige bin, die von Random House veröffentlicht wird, wenn es gleichzeitig so viele großartige Schriftsteller - sowohl Latinos als auch Latinas oder Chicanos und Chicanas - gibt, die in den US nicht von große Verlagshäusern publiziert werden oder diesen noch nicht einmal bekannt sind. Wenn mein Erfolg bedeuten würde, dass die Verlage noch mal einen zweiten Blick auf diese Schriftsteller werfen -- und diese dann auch in größerer Zahl verlegen, dann werden wir endlich in diesem Land ankommen.“

## Auszeichnungen
- 2018: Ivan Sandrof Lifetime Achievement Award

## Einzelbelege
1. ↑   Rosaura Sánchez und Beatrice Pita: Conflicts of Interest: The Letters of Maria Amparo Ruíz de Burton, Arte Público Press, Houston 2001
2. ↑  Artikel „Hispanos“ in Brockhaus Enzyklopädie, Band 12, Leipzig und Mannheim 2006
3. ↑  Susanne Weingarten: Frisch von der Straße - SPIEGEL-Redakteurin Susanne Weingarten über die Autorin Sandra Cisneros. In: Der Spiegel. Nr. 26, 1992 (online).
4. ↑   Robin Ganz (1994): Sandra Cisneros: Border Crossings and Beyond, MELUS (The Society for the Study of the Multi-Ethnic Literature of the United States) 19 (1): 19–29,  doi:10.2307/467785, S. 27
5. ↑   Interview mit Tom Vitale im National Public Radio, zitiert in Robin Ganz (1994): Sandra Cisneros: Border Crossings and Beyond, MELUS (The Society for the Study of the Multi-Ethnic Literature of the United States) 19 (1): 19–29,  doi:10.2307/467785, S. 27